# تجمع وادي نابخ (غيل بن يمين)

تعديل مصدري - تعديل

تجمع وادي نابخ هي إحدى قرى عزلة غيل بن يمين بمديرية غيل بن يمين التابعة لمحافظة حضرموت، بلغ تعداد سكانها 14 نسمة حسب تعداد اليمن لعام 2004.